# Vito LoGrasso
Vito Joseph LoGrasso (Staten Island, 18 giugno 1964) è un ex wrestler statunitense di origini italiane.
Nel corso della sua carriera ha lottato sia nella World Championship Wrestling, nella quale ha vinto il World Tag Team Championship in due occasioni, che nella World Wrestling Entertainment. Successivamente ha lottato in alcune federazioni del circuito indipendente europeo e statunitense come la Nu-Wrestling Evolution e la International Wrestling Association.

## Carriera

### Inizi (1990-1993)
LoGrasso combatté inizialmente nella NOW Wrestling Federation in Giappone ma ben presto l'abbandonò per trasferirsi nella USWA e nella WWC, combattendo con il ringname Skull Von Krush.

### World Wrestling Federation (1991-1993)
Nel 1991 LoGrasso approdò alla WWF, venendo però relegato al ruolo di jobber, lottando a WWF Monday Night Raw con il ringname Von Krus, perdendo contro lottatori come Bret Hart e The Undertaker.

### Extreme Championship Wrestling (1999)
Dopo aver lottato dal 1994 al 1998 nei vari circuiti indipendenti, LoGrasso approda nella ECW grazie alle amicizie sviluppate con Tazz e Johnny Rodz. Inizialmente tornò ad utilizzare il suo vecchio ringname Skull Von Krush ma in un secondo momento lo cambiò in Vito "The Skull" LoGrasso. Dopo numerose storyline, Vito viene forzato a lasciare la ECW a seguito di una sconfitta in un tag team match che prevedeva appunto tale stipulazione.

### World Championship Wrestling (1999-2001)
La svolta nella carriera di LoGrasso avviene in WCW, quando iniziò a combattere con il ringname Big Vito in coppia a Johnny the Bull, formando il tag team noto come i Mamalukes. I due, con manager Tony Marinara, vinsero i WCW World Tag Team Championships in due occasioni: la prima il 19 gennaio del 2000 sconfiggendo David Flair e Crowbar, la seconda il 13 febbraio dello stesso anno sconfiggendo gli Harris Brothers. Big Vito riuscì anche a vincere il WCW Hardcore Championship in coppia con Johnny, usando la Freebird Rule. Quando però emerse la necessità di avere un singolo campione, Big Vito e Johnny si scontrarono il 19 giugno del 2000 e fu proprio il primo a vincere. Nel 2001, a seguito dell'acquisizione della WCW da parte della World Wrestling Federation, LoGrasso lasciò la federazione, ormai in chiusura.

### World Wrestling Entertainment

#### Alleanza con Nunzio (2005-2006)
Dopo una breve parentesi nella Total Nonstop Action Wrestling (2004), LoGrasso tornò nella World Wrestling Entertainment, debuttando a Velocity il 6 agosto 2005 con il ring name Vito, assumendo la gimmick heel del classico stereotipo dell'italiano con la coppola. Quella stessa sera aiutò il compagno Nunzio a vincere il Cruiserweight Championship contro Paul London: durante il match, Vito passò a Nunzio un oggetto contundente (senza farsi vedere dall'arbitro) con cui colpì London, permettendogli lo schienamento vincente. Combatté poi con il suo alleato, Nunzio, con cui formò una nuova versione degli F.B.I., ma nel loro primo match perdono contro i Mexicools. Perdono anche il rematch sempre a Velocity il 24 settembre. Dopo aver perso una faida contro Bobby Lashley, i due ebbero poi un'altra faida con la stable messicana dei Mexicools, in cui Nunzio perderà il Cruiserweight Championship a favore di Juventud in ben due occasioni. Il 2 dicembre a SmackDown!, partecipano ad una Battle Royal per decretare i contendenti n°1 al WWE Tag Team Championship ma vennero eliminati. Il 13 gennaio a SmackDown!, Vito combatté in una Battle Royal per il vacante World Heavyweight Championship ma venne eliminato. Nella puntata di SmackDown! del 27 gennaio, combatterono in un match di qualificazione per la Royal Rumble, contro i Mexicools e i The Dicks, ma perdono.

#### Competizione singola e rilascio (2006-2007)
Dopo che Nunzio scoprì che Vito amava vestirsi da drag queen, e non accettando questa cosa, ci fu lo split e il feud tra i due. Tra Nunzio e Vito ci fu dunque un match, il 9 giugno a SmackDown!, dove fu proprio Vito a vincere. Vito effettuò dunque un turn face, cominciando ad apparire sul ring indossando vari vestiti femminili e assumendo quindi la gimmick di una drag queen. Dopo aver chiuso in suo favore il breve feud con Nunzio, combatté a SmackDown! sconfiggendo un gran numero di atleti tra cui Simon Dean e William Regal. Il 21 ottobre, però, perse contro Elijah Burke (a causa dell'interferenza del socio Sylvester Terkay), interrompendo la sua striscia vincente. Il 12 gennaio Vito partecipò ad un n°1 Contender World Heavyweight Title "SmackDown! Sprint" Beat the Clock Challenge contro MVP ma non riuscì a batterlo prima della scadenza del tempo stabilito. Il 2 febbraio perse contro Mr. Kennedy e si rivelò essere il suo ultimo match in quanto non apparve più a SmackDown!, venendo svincolato dalla WWE il 15 maggio 2007.

### Circuito indipendente e ritiro (2009-2015)

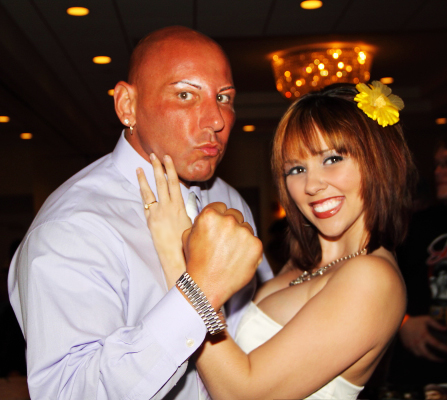
LoGrasso e Noel Harlow (2011)

Dal 2009 LoGrasso lotta nei vari circuiti indipendenti mondiali; nel 2013 ha anche combattuto assieme al suo ex-compagno in WWE James Maritato (conosciuto in WWE con il ringname Nunzio).
Nel 2014 Vito si è ufficialmente ritirato come wrestler.

## Personaggio

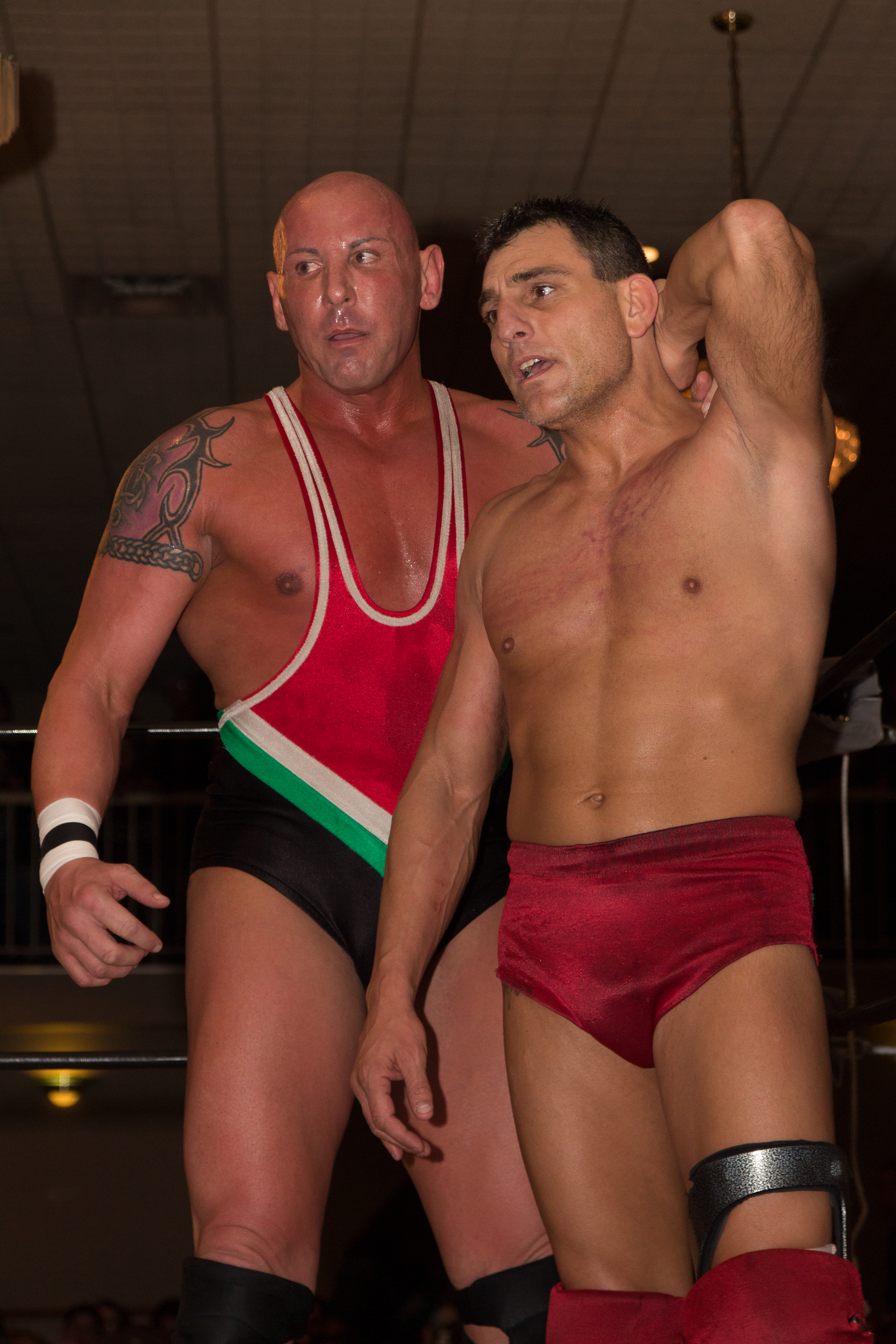
LoGrasso e James Maritato nel 2013

### Mosse finali
- Code of Silence (Spinning DDT)
- Dress Code (Kimura lock con la testa dell'avversario sotto il vestito) – 2006
- Luca Brasi (Double underhook DDT)

### Manager
- Disco Inferno/Glenn Gilbertti
- Noel Harlow
- Tony Marinara

### Wrestler assistiti
- Nunzio

### Soprannomi
- "Knuckles"
- "The Toughest Man to Ever Wear a Dress" (WWE)

## Titoli e riconoscimenti
- American Championship Pro Wrestling
  - ACPW Heavyweight Championship (1)
- Atomic Championship Wrestling
  - ACW Tristate Championship (1)
- Big Time Wrestling
  - BTW Heavyweight Championship (1)
- Deep South Wrestling
  - Deep South Heavyweight Championship (1)
- European Wrestling Promotion
  - Ironman Hardcore Knockout Tournament (2002)
- Golden Cine Professional Wrestling
  - Pro Wrestling Heavyweight Championship of Nepal (1)
- International Wrestling Association
  - IWA Intercontinental Heavyweight Championship (1)
- Midwest Championship Wrestling Alliance
  - MCWA Tag Team Championship (1) – con Helmut Hessler
- Pro Wrestling Illustrated
  - 91º tra i 500 migliori wrestler singoli secondo PWI 500 (2000)
- United States Extreme Wrestling
  - UXW United States Championship (1)
- World Championship Wrestling
  - WCW Hardcore Championship (2)[1] – con Johnny the Bull
  - WCW World Tag Team Championship (2) – con Johnny the Bull
- World Wrestling Council
  - WWC World Tag Team Championship (1) – con Killer
- Wrestling Observer Newsletter
  - Worst Gimmick (2006)